# くわどり湯ったり村
くわどり湯ったり村（くわどりゆったりむら）は、新潟県上越市にある、温泉旅館である。「上越の奥座敷」と呼ばれる桑取温泉に位置する。

## 所在地
新潟県上越市大字皆口601

## アクセス
- えちごトキめき鉄道日本海ひすいライン有間川駅より車で12㎞。
- えちごトキめき鉄道・東日本旅客鉄道直江津駅より頸城自動車バス桑取線45分[2]。